# Robert Lapoujade
Robert Lapoujade (ur. 3 stycznia 1921 w Montauban, zm. 17 maja 1993 w Saincy-sur-Bellot) – francuski malarz, litograf, rytownik i reżyser filmowy, znany ze swoich awangardowych projektów. Za swój reżyserski debiut fabularny pt. Sokrates (1968) zdobył Grand Prix Jury na 29. MFF w Wenecji. Laureat Cezara za najlepszy krótkometrażowy film animowany za Un comédien sans paradoxe (1974).